# ジョゼフ・ビヤンネメ・カヴェントゥ

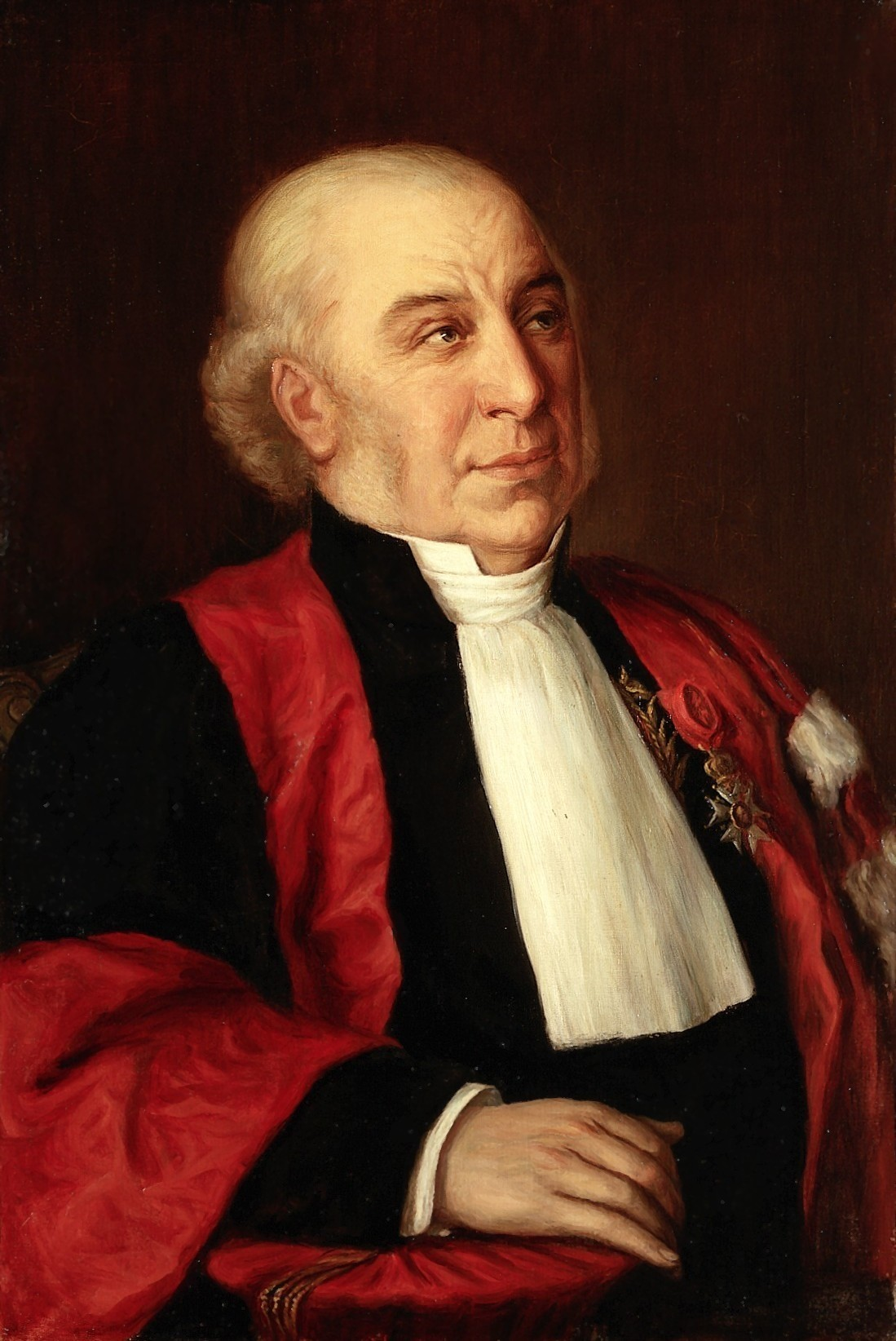
ジョゼフ・ビヤンネメ・カヴェントゥ

ジョゼフ・ビヤンネメ・カヴェントゥ（Joseph Bienaimé Caventou、1795年 - 1877年）は、サントメール (パ＝ド＝カレー県)出身のフランスの薬剤師である。パリのEcole de Pharmacie（薬学校）の教授で、ピエール＝ジョセフ・ペルティエと共同研究を行った。温和な溶媒を用いて植物から生理活性物質を数多く単離し、アルカロイドの研究の草分けとなった。彼が単離に成功した物質には、以下のようなものがある。
| 年   | 単離化合物           | 源       |
| ---- | -------------------- | -------- |
| 1817 | クロロフィル         |          |
| 1817 | エメチン             | トコン   |
| 1818 | ストリキニーネ       | マチン   |
| 1819 | ブルシン             | マチン   |
| 1820 | シンコニン、キニーネ | キナノキ |
| 1821 | カフェイン           |          |

キナノキの樹皮から単離された硫酸キニーネは、後にマラリアの治療薬になることが発見された。
研究者の両名ともこの化合物の発見の特許を主張せず、誰でも利用できるようにした。1823年、彼らはアルカロイド化合物の中に窒素を発見した。彼らが発見した化合物には、この他にコルヒチンやベラトリジンがある。
月には、彼の名前に因んで名付けられたカヴェントゥというクレーターがある。

## 関連文献
- Delepine, Marcel (1951). “Joseph Pelletier and Joseph Caventou”. Journal of Chemical Education 28 (September):  454–461. doi:10.1021/ed028p454.